# ميتشيل تي فريدي
ميتشيل تي فريدي (بالهولندية: Mitchell te Vrede) (7 أغسطس 1991 أمستلفين هولندا - ) هو لاعب كرة قدم هولندي، يلعب كمهاجم.

## وصلات خارجية
ميتشيل تي فريدي على موقع الاتحاد الأوربي (الإنجليزية)
- ميتشيل تي فريدي على موقع قاعدة بيانات كرة القدم.إي يو (الإنجليزية)
- ميتشيل تي فريدي على موقع Soccerway.com (الإنجليزية)
- ميتشيل تي فريدي على موقع عالم كرة القدم.نت (الإنجليزية)
- ميتشيل تي فريدي على موقع AS.com (الإسبانية)